# Анита Брукнър
Анита Брукнър (на английски: Anita Brookner) е английска изкуствоведка, университетска преподавателка, преводачка и писателка на произведения в жанра социална драма и документалистика.

## Биография и творчество
Анита Брукнър е родена на 16 юли 1928 г. в предградието Херн Хил, Лондон, Англия. Единствено дете е в семейството на Нюсън Брукнер, еврейски имигрант от Пьотърков Трибуналски в Полша, и Мод Шиска, певица, чийто дядо е емигрирал от Варшава, и е основал тютюнева фабрика, в която съпругът ѝ работи след като пристига във Великобритания на 18 години. Тя има самотно детство, въпреки че родителите ѝ, светски евреи, приемат в къщата си за еврейски бежанци, бягащи от нацистите през 30-те години на миналия век и Втората световна война.
Учи в частното девическо училище „Джеймс Алън“. През 1949 г. получава бакалавърска степен по история на изкуството и френски език от Кралския колеж на Лондонския университет. През 1950 г. получава стипендия на френското правителство и специализира във висшата школа Екол дю Лувър и прекарва три години в Париж. През 1953 г. получава докторска степен по история на изкуството от Институтът за изкуство „Курто“ на Лондонския университет въз основа на своята дисертация за френския жанров художник Жан-Батист Грьоз.
В периода 1959 – 1964 г. е гост-лектор в университета в Рединг. През 1964 г. става преподавател в Института по изкуство „Курто“, където работи до пенсионирането си през 1988 г. като първоначално е специалист по френското изкуство от 18-ти век, а по-късно разширява опита си към романтиците. В периода 1967 – 1968 г. става първата жена, която става професор по изящни изкуства в Кеймбриджкия университет. Публикува също статии в списание ArtReview в края на 50-те и началото на 60-те години на XX век. Снимките, които са направени от нея, се съхраняват в Библиотеката за изкуство и архитектура „Конуей“ в Института „Кортълд“.
Първият ѝ роман „Старт в живота“ е публикуван през 1981 г. и в следващите години публикува приблизително по един на година. Романите ѝ, които са характерни с изящния си стил, включват теми за емоционална загуба и трудности, свързани с вписването в обществото, и интелектуални жени от средната класа, които страдат от изолация и разочарования в любовта. Много от нейните героини са деца на европейски имигранти във Великобритания, като някои от тях са от еврейски произход.
През 1954 г. е издаден романът ѝ „Хотелът край езерото“. Той представя историята на 39-годишната Едит Хоуп, кротка и неомъжена писателка, която пише любовни романи под псевдоним. Животът ѝ започва да наподобява сюжетите на собствените ѝ романи, след като има катастрофална любовна афера, и тя бяга в Швейцария, където тихият лукс на хотела трябва да я възстанови. Но самият хотел се оказва пълен с любовни жертви и изгнаници, а тя се обвързва интимно без да подозира последствията. Романът получава най-престижната награда на Англия – „Букър“ и ѝ създава международна известност. Телевизионна версия на романа е направена през 1986 г.
През 1990 г., след пенсионирането си, е удостоена с отличието Командор на Ордена на Британската империя.
Анита Брукнър умира на 10 март 2016 г. в Кенсингтън и Челси, Лондон.

## Произведения

### Самостоятелни романи
- A Start in Life (1981) – издаден и като The Debut[1][2][3][4][5]
- Providence (1982)
- Look At Me (1983)
- Hotel Du Lac (1984) – награда „Букър“
Хотелът край езерото, изд.: ОФ, София (1987), прев. Анни Петкова-Недева
- Family and Friends (1985)
- A Misalliance (1986)
- A Friend From England (1987)
- Latecomers (1988)
- Lewis Percy (1989)
- Brief Lives (1990)
- A Closed Eye (1991)
- Fraud (1992)
- A Family Romance (1993) – издаден и като Dolly
- A Private View (1994)
- Incidents in the Rue Laugier (1995)
- Altered States (1996)
- Visitors (1997)
- Falling Slowly (1998)
- Undue Influence (1999)
- The Bay of Angels (2001)
- The Next Big Thing (2002) – издаден и като Making Things Better
- The Rules of Engagement (2003)
- Leaving Home (2005)
- Strangers (2009)
- At the Hairdresser’s (2011) – новела

### Документалистика
- The Genius Of The Future; Studies In French Art Criticism: Diderot, Stendhal, Baudelaire, Zola, The Brothers Goncourt, Huysmans (1971)[2][4][5]
- Greuze: 1725 – 1805: The Rise and Fall of an Eighteenth-Century Phenomenon (1972) – за Жан-Батист Грьоз
- Jacques-Louis David (1980) – за историческия художник Жак-Луи Давид[3]
- Soundings (1998) – сборник от есета с акцент върху френските художници от 19-ти век Теодор Жерико, Жан Огюст Доминик Енгър и Йожен Дьолакроа[1]
- Romanticism and Its Discontents (2000)

### Преводи
- 1960 Utrillo – от Валдемар Георг
- 1962 The Fauves – от Жан-Пол Креспел
- 1963 Gauguin – от Максимилиен Готие

### Екранизации
- 1986 Hôtel du Lac : Screen Two – тв сериал, 1 епизод